# Nyíregyháza Ipari Park
A Nyíregyházi Ipari Parkot 1997-ben hozták létre azzal a céllal hogy kihasználva a helyi adottságokat új befektetőket vonzanak a térségbe. Az első befektető a Flextronics International Kft. majd ezt követve az Electrolux Lehel Kft. több mint 1000 főt foglalkoztat. Itt található a Lego Manufactoring Kft. régebbi gyártócsarnoka. Az ipari park területe fokozatosan bővült az elmúlt években, mára meghaladta a 100 hektárt.